# Mariakapel (Recht)

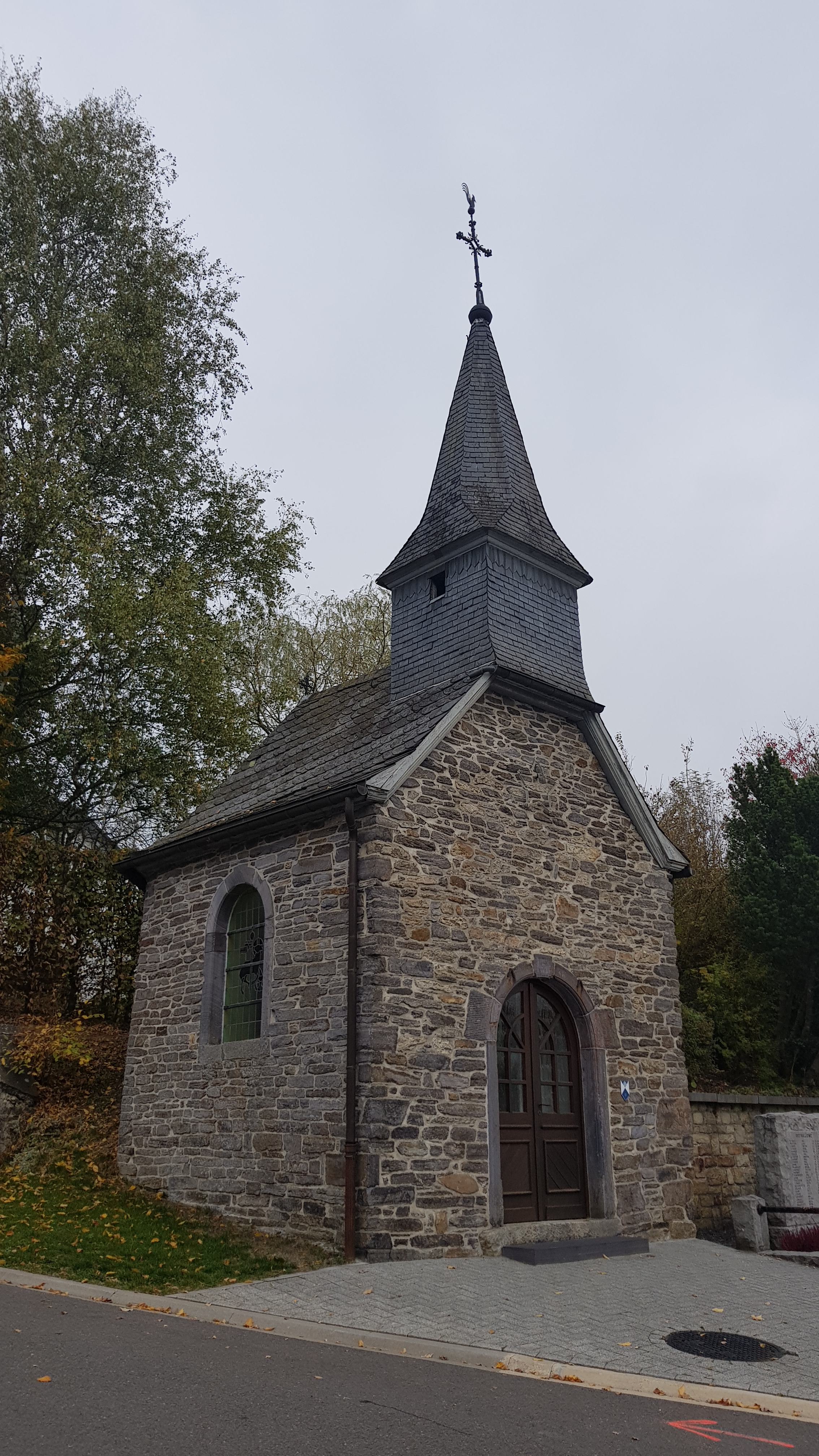
Mariakapel

De Mariakapel (Duits: Marienkapelle) is een historische kapel in de tot de Luikse gemeente Sankt Vith behorende plaats Recht.
Het betreft een in 1748 opgerichte processiekapel, gebouwd in leisteen houdende breuksteen, op rechthoekige plattegrond en met een torentje boven de voorgevel. Dit torentje is geheel met leien bedekt.
Het kapelletje heeft een vierkante plattegrond en een driezijdige koorafsluiting.